# انسان و مرغ
انسان و مرغ (دانمارکی: Mænd og Høns) یک فیلم در ژانر کمدی-درام به کارگردانی آندرس توماس ینسن است که در سال ۲۰۱۵ منتشر شد. این فیلم در جشنواره بین‌المللی فیلم تورنتو ۲۰۱۵ به نمایش درآمد و یکی از سه فیلم برگزیده‌ای بود که قرار بود دانمارک آنها را جهت رقابت برای جایزه اسکار بهترین فیلم بین‌المللی به هشتاد و هشتمین دوره جوایز اسکار بفرستند.

## بازیگران
- داوید دنسیک
- مس میکلسن
- نیکولای لی کاس
- سورن مالینگ
- نیکلاس برو
- بودیل یورگنسن
- اوله تستروپ
- لیسبت دیل